# Robby (Schimpanse)

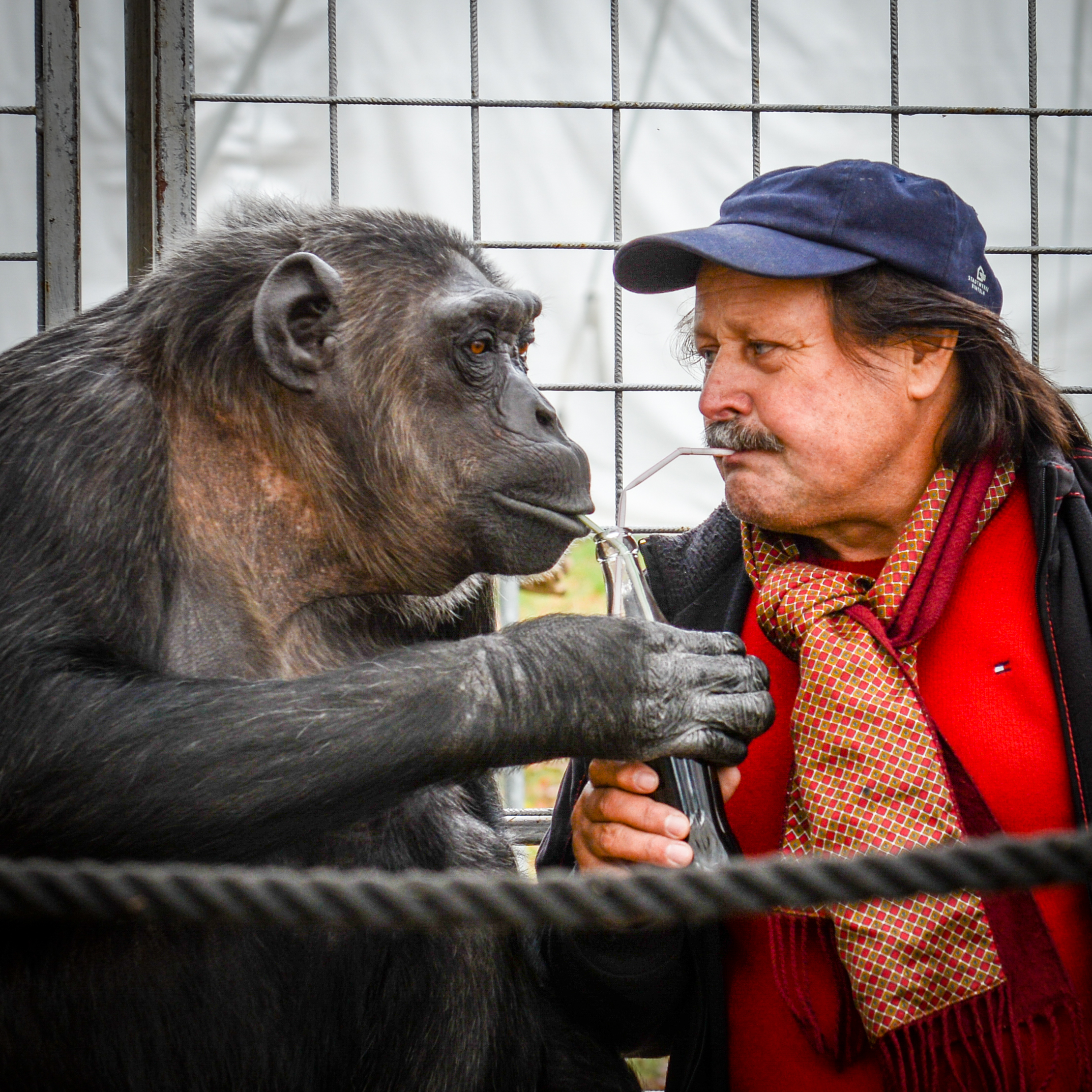
Robby mit seinem Zirkusvater Klaus Köhler, 2012

Der Schimpanse Robby (* möglicherweise 1971 oder 1975; † 11. November 2022) gilt als der letzte in einem deutschen Zirkus gehaltene Menschenaffe.

## Lebensgeschichte
Nach Angaben seines Besitzers wurde Robby 1971 in einem Zoo geboren, von seiner Mutter verstoßen und von Hand aufgezogen. Das Amtsgericht Celle ging dagegen davon aus, dass Robby etwa vier Jahre jünger war.
Mit etwa drei Jahren kam Robby in den Besitz von Klaus Köhler, Direktor des im Landkreis Celle beheimateten Circus Belly, der den Affen einem anderen Zirkus abkaufte. Nach einer Dressur stellte Köhler den Affen jahrelang mit Kunststücken als Teil des Zirkusprogramms zur Schau. So musste das Tier bei den Zirkusauftritten einen schwarzen Anzug mit Goldbesatz tragen und auf einem Roller fahren. Nachdem das Kreisveterinäramt die Zurschaustellung des Affen untersagt hatte, durfte er nicht mehr im Showprogramm des Zirkus gezeigt werden.
Bereits 1990 forderte das Bundesministerium für Landwirtschaft in einer Leitlinie zur Haltung von Tieren in Zirkusbetrieben aus Tierschutzgründen den Verzicht auf die Haltung von Menschenaffen in Zirkusbetrieben. Mit der Überarbeitung der Leitlinie im Jahr 1999 wurde den Veterinärämtern, denen die Überwachung der Einhaltung des Tierschutzgesetzes obliegt, empfohlen, für die Haltung von Menschenaffen in Zirkussen keine neuen tierschutzrechtlichen Erlaubnisse mehr zu erteilen. Da für die Haltung des Schimpansen im Zirkus Belly aber bereits vor der Veröffentlichung dieser Leitlinie eine Genehmigung vorlag, duldete das zuständige Veterinäramt des Kreises Celle zunächst den Verbleib des Tieres in dem Zirkus und erteilte wiederholt befristete Ausnahmegenehmigungen für dessen Haltung.
Im Circus Belly lebte der Affe in einem zum Stall umgebauten Lkw-Anhänger mit einer Grundfläche von ca. 25 Quadratmetern, außerdem stand ihm ein Außengehege gleicher Größe zur Verfügung. Laut Experten wären für einen Schimpansen 200 Quadratmeter angemessen.
Bei Gastspielen des Zirkus demonstrierten immer wieder Tierschützer vor dem Zirkuseingang gegen angeblich vorliegende Tierquälerei.

## Prozess zur Resozialisierung
2011 wandte sich die Tierrechtsorganisation PETA an das Veterinäramt Celle, um wegen der schweren Verhaltensstörungen Robbys eine Resozialisierung zu erreichen. Mehrere Expertengutachten wurden eingeholt, die zu teils widersprüchlichen Ergebnissen kamen. Es ging dabei im Wesentlichen um die Frage, ob Robby in seinem fortgeschrittenen Alter und mit seiner langjährigen Prägung auf Menschen überhaupt mit anderen Schimpansen sozialisiert werden kann, ohne selbst Schaden zu nehmen.
Das Veterinäramt Celle verfügte mit einem für sofort vollziehbar erklärten Bescheid vom 30. September 2015, dass der Affe unter Artgenossen zu halten sei und deshalb spätestens bis zum 31. Dezember 2015 in eine auf Affen spezialisierte Auffangstation der Stichting AAP Animal Advocacy and Protection in Almere (Niederlande) zu bringen sei, um ihn dort an den Umgang mit Artgenossen zu gewöhnen. Gegen die angeordnete sofortige Vollziehung der Verfügung beantragte der Zirkus beim Verwaltungsgericht Lüneburg einstweiligen Rechtsschutz und erhob gleichzeitig Klage gegen den Bescheid.
Das Verwaltungsgericht stellte daraufhin im einstweiligen Rechtsschutz die aufschiebende Wirkung der Klage wieder her, so dass der Affe für die Dauer des Klageverfahrens in seiner gewohnten Umgebung blieb. In seinem Beschluss stellte das Gericht fest, dass vor allem die Einzelhaltung des Schimpansen tierschutzwidrig sei und nicht den Vorgaben des „Gutachtens über die Mindestanforderungen an die Haltung von Säugetieren“ vom 7. Mai 2014 sowie der „Leitlinien für die Haltung, Ausbildung und Nutzung von Tieren in Zirkusbetrieben oder ähnlichen Einrichtungen“ vom 25. Oktober 2005 genüge. Nach Auffassung des Gerichts war es zu dem Zeitpunkt allerdings nicht ausreichend geklärt, ob eine erhebliche Vernachlässigung oder eine erhebliche Verhaltensstörung des Tieres vorlag, die eine Entfernung aus dem Zirkus rechtfertigen würde. Eine durch das Veterinäramt mit der Untersuchung des Affen beauftragte Primatologin hatte zuvor zwar eine Verhaltensstörung diagnostiziert, allerdings konnte im Eilverfahren nicht geklärt werden, ob der Affe kastriert war oder unter einem Hodenfehlstand litt. Diese Information war nach Auffassung des Gerichtes wichtig für die Beurteilung des Ausmaßes der Verhaltensstörung, bei der auch das Sexualverhalten eine Rolle spielt.
Im Klageverfahren untersuchte ein gerichtlich bestellter Gutachter das Tier und bescheinigte ihm zwar einen guten körperlichen Zustand, stellte aber eine schwerwiegende Verhaltensstörung fest. Obwohl die Lebensgeschichte des Affen, dem zu diesem Zeitpunkt seit vier Jahrzehnten Kontakte zu Artgenossen verwehrt worden waren, problematisch sei, beurteilte der Gutachter die Chancen eines Resozialisierungsversuches als gut. Diese Meinung teilte auch der Leiter der niederländischen Auffangstation AAP.
2017 wies das Verwaltungsgericht Lüneburg die Klage des Zirkusdirektors gegen den Bescheid des Kreisveterinäramts vom 30. September 2015 ab. Das Oberverwaltungsgericht Lüneburg ließ die Berufung Köhlers zu und entschied am 8. November 2018, dass Robby bei seinem Besitzer bleiben werde. Das Gericht stellte in seiner Urteilsbegründung zwar fest, dass der Schimpanse nicht artgerecht gehalten würde und bei seiner Haltung auch in Einzelfällen gegen das Tierschutzgesetz verstoßen werde. Allerdings kam das Gericht zu der Einschätzung, dass die Fehlprägung auf den Menschen nicht zurückzuentwickeln sei. Das Veterinäramt habe die Risiken eines Umzugs in eine Schimpansen-Einrichtung und den Stress, den die Resozialisierung für das alte Tier bedeutet, das nur noch eine geringe Lebenserwartung habe, nicht ausreichend berücksichtigt.
Somit verblieb Robby im Zirkus, wo er am 11. November 2022 starb. 
In einer Ende 2021 erschienenen Studie des Psychologen Colin Goldner wird untersucht, wie das Urteil des OVG Lüneburg zuungunsten des Schimpansen zustande kam.